# Die Hochzeit
Die Hochzeit (Bröllopet, WWV 31) är en ofullbordad opera av Richard Wagner som är äldre än hans fullbordade verk i genren. Wagner fullbordade librettot och började komponera musiken under andra hälften av 1832 när han bara var nitton år. Han övergav projektet och förstörde librettot efter att hans syster Rosalie, som var familjens främsta supporter och talesman, uttryckt sin avsky för berättelsen. Idag finns endast tre musikstycken kvar av operan.

## Historia
Enligt egen utsago hade Wagner några år före utkastet till librettot läst "en tragisk händelse som i förbigående nämns i Büschings bok". I enlighet med traditionen från E. T. A. Hoffmanns berättelser utarbetade Wagner ett utkast till en novell som till skillnad från originalet skulle utspela sig i nutid på en rik konstälskares gods. Han fullbordade dock inte novellen, utan började istället arbeta med librettot till en tragisk opera under en vistelse i Prag.
Wagner återvände till den färdiga inledningen av första akten och ett "Adagio för vokalseptett", där försoningen mellan de grälande familjerna, brudens och brudgummens kärlekslöften och "den hemlige älskarens dystra glöd" hörs. Wagners lärare Christian Theodor Weinlig uttryckte sig positivt, men hans syster Rosalie kunde inte med ämnet. Hon kritiserade framför allt pjäsens dysterhet och bristen på försonliga och vänliga scener. Wagner, som var mycket bekymrad över sin systers omdöme, förstörde sedan manuskriptet "utan någon passion".
Delar av verket finns dock bevarat, bland annat en skiss till kompositionen, daterad "Leipzig den 5. Dezember 1832". Den 1 mars 1833 gjorde Wagner en kopia av de redan komponerade delarna av operan för Musikverein i Würzburg, där han tillträdde som kördirigent samma år. Denna autografkopia har bevarats och bär följande dedikation:
Fragment av en ofullbordad opera: Richard Wagners "Bröllopet". Hedrad till minne av Würzburg Musikverein. Inledning: kör och septett.
Mycket få musikvetenskapliga studier har gjorts i samband med Die Hochzeit. "Ada" och "Arindal" användes senare som namn på de två huvudpersonerna i Die Feen (1833), Wagners första fullbordade opera. Eftersom det verkar finnas vissa textuella paralleller med Die Feen är det möjligt att betydande delar av detta ofullbordade verk kan ha återanvänts där.

## Handling
Enligt Wagners självbiografi Mein Leben (Mitt liv) hade operan följande innehåll:
Två adels- eller patricierfamiljer som är fientliga mot varandra svär arvsfejd till varandra. Som ett tecken på detta bjuder familjeöverhuvudet i den ena parten också in sonen till sin tidigare fiende till en försoningsfest och hans dotters samtidiga bröllop. Under bröllopsfestligheterna grips sonen till den före detta fienden av "mörk passion till bruden". Efter att bruden har letts till sin tornkammare, där hon väntar på sin brudgum, ser hon plötsligt främlingens blick fäst på henne från fönstret. Han går in i hennes kammare och omfamnar henne passionerat. Hon lyckas knuffa honom tillbaka till balkongen och han faller över bröstvärnet.
Den sönderslagna mannens kropp hittas av hans anhängare och de svär att hämnas. Men det gamla familjeöverhuvudet, brudens far, lyckas blidka dem. Den döde mannen ska begravas med stor högtidlighet i närvaro av den misstänkta familjen. Samtidigt hoppas familjens överhuvud på en gudomlig dom som ska bevisa att hans familj är oskyldig till döden. Under förberedelserna för begravningsgudstjänsten faller den unga kvinnan mer och mer ner i galenskap. Hon avvisar brudgummen och låser in sig i sin tornkammare. Hon återvänder dock, ledd av tärnorna, till begravningsgudstjänsten. Medan de anhöriga till den mördade mannen tränger sig in för att hämnas, sjunker hon livlös till marken framför kistan. När den döde mannens anhöriga frågar om mördaren pekar pappan på sin döda dotter.

## Musik
En första upplaga av fragmentets partitur med inledning, inledande kör och septett gavs ut 1912 av Breitkopf & Härtel. Som en del av den kompletta utgåvan av Wagners verk publicerades också en ny utgåva av operafragmentet.
Utifrån partituret hade Wagner planerat sju sångsolister, två sopraner (Ada, Lora), tre tenorer (Arindal, Harald, Admund), två basar (Cadolt, Hadmar) och en blandad kör i operan. Orkestern bestod av 2 flöjter, 2 oboer, 2 klarinetter i C, 2 fagotter, 4 valthorn i C, 2 trumpeter i C, pukor och stråkar.
På grund av att inledningen och septetten har bevarats har musikvetare som Egon Voss dragit ytterligare slutsatser om handlingen och jämförelser med Wagners första helt bevarade opera Die Feen. Framför allt är likheten mellan namnen slående. Ada och Arindal är huvudpersonerna i både Die Feen och operafragmentet. En Harald och en Lora förekommer också i båda operorna, men Voss anser att detta snarare är en "tillfällighet". Den dystra antagonisten Cadolt från bröllopet saknas däremot i Die Feen. Av detta drar Voss slutsatsen att Die Feen var tänkt att vara den mer försonliga motsvarigheten till Die Hochzeit, med vilket Wagner ville bevisa sin omsvängning till familjen.